# Дома на Ахтерзане
«Дома на Ахтерзане» — картина французского художника Клода Моне, написанная в 1871 году. Выполненная маслом на холсте, она изображает дома с садами на западном берегу реки Ахтерзан в городе Зандам (Нидерланды). Моне написал эту работу с дамбы на реке Зан, глядя на северо-запад. Картина находится в собрании Метрополитен-музея в Нью-Йорке.

## История
Моне отправился в Нидерланды по совету художника Шарля-Франсуа Добиньи, который настоятельно рекомендовал ему изучить красоту реки Ахтерзан. Картины, созданные Моне во время этой поездки (часто называемые его «голландскими пейзажами»), включая «Дома на Ахтерзане», получили высокую оценку у коллег-импрессионистов.